# The Elephant 6 Recording Company
The Elephant 6 Recording Company (ou simplesmente Elephant 6) é um coletivo de músicos americanos que gerou muitas bandas independentes notáveis da década de 1990, incluindo o The Apples in Stereo, The Olivia Tremor Control, Neutral Milk Hotel, Beulah, Elf Power, of Montreal, The Minders e Circulatory System. Eles são marcados por uma admiração em comum pela música pop dos anos 60.

## História

### Fundação
O coletivo foi fundado em Denver, Colorado, pelos amigos de infância Robert Schneider, Bill Doss, WillCullen Hart e Jeff Mangum, juntamente com os membros fundadores do Apples in Stereo, Jim McIntyre e Hilarie Sidney. Schneider, Doss, Hart e Mangum cresceram fazendo música e compartilhando fitas cassete em Ruston, Louisiana, enquanto cursavam o ensino médio. Eles deram início a várias bandas e projetos; Doss e Hart com a banda The Olivia Tremor Control (então chamada Synthetic Flying Machine), Mangum com o Neutral Milk Hotel, e Schneider com The Apples In Stereo. Eles tinham uma admiração mútua pela música da década de 1960, especialmente os Beach Boys, considerando o inacabado álbum Smile o "Santo Graal" daquela era.
Desejando imitar a Brother Records dos Beach Boys, Schneider criou a gravadora Elephant 6 quando mudou-se para Denver, Colorado, no final de 1991, para frequentar a Universidade do Colorado, em Boulder. De acordo com Schneider, Hart cunhou o nome de "Elephant 6" e Schneider adicionou o "Recording Company". Em Denver, Schneider e  novos amigos fundaram o The Apples (que eventualmente se tornou o The Apples in Stereo). Gravado no recém-construído Pet Sounds Studio e lançado em junho de 1993, o EP Tidal Wave 7", do The Apples, foi o primeiro produto da Elephant 6. Hart criou o logotipo da gravadora inspirado na Art Nouveau para inserção no rótulo deste EP.
Bill Doss mudou-se para Athens, Geórgia, onde se juntou a Hart e Mangum na banda chamada Synthetic Flying Machine, que mais tarde se tornaria o The Olivia Tremor Control. Eles lançaram a sua primeira gravação, California Demise, a segunda do Elephant 6. Posteriormente, a base do Elephant 6 mudou de Denver para Athens.

## Lista de bandas integrantes ou associadas com a Elephant 6
- The Apples in Stereo
- Bablicon
- Beulah
- Black Swan Network
- Casper & the Cookies
- Chocolate U.S.A.
- Circulatory System
- Dressy Bessy
- Elf Power
- The Essex Green
- Frosted Ambassador
- The Gerbils
- A Hawk and a Hacksaw
- The High Water Marks
- The Instruments
- The Ladybug Transistor
- The Late B.P. Helium
- Major Organ and the Adding Machine
- Marbles
- M Coast
- The Minders
- The Music Tapes
- Nana Grizol
- Nesey Gallons
- Neutral Milk Hotel
- of Montreal
- The Olivia Tremor Control
- Pipes You See, Pipes You Don't
- Secret Square
- The Sunshine Fix
- Thimble Circus
- Ulysses
- Von Hemmling